# Søstjerner
Søstjerner er en klasse af pighuder udbredt i alle oceaner med omkring 1.500 arter. De er bunddyr med en flad krop, der oftest er stjerneformet udtrukket i fem arme. På undersiden af armene sidder to til fire rækker af et stort antal sugefødder. Et vandkanalsystem, der står i forbindelse med de små sugefødder, gør dyret i stand til at bevæge sig. Søstjernens mund sidder på undersiden i den centrale kropsskive midt mellem armene, mens gattet sidder på oversiden. Desuden findes et simpelt nervesystem. Søstjerner ånder ved såkaldte hudgæller. Søstjerner har på oversiden et lille “hul”, som udånder små luftbobler, når søstjernen er under vand. 

## Arter

### Almindelig søstjerne (Asterias rubens)
Den almindelige søstjerne, også kaldet korsfisken (Asterias rubens) er almindelig i de danske farvande og kan i Nordsøen blive helt op til 50 centimeter i diameter. I Østersøen lever den på dybt vand ved Bornholm, mens vandet længere nordpå i Østersøen er for ferskt til, at søstjernen kan formere sig. Hos de fleste almindelige søstjerner er armene 6-7 centimeter lange, men de kan måle helt op til 25 centimeter. Søstjernen kan krybe målrettet mod et bytte, som det har fået færten af. Farten er op til 10 centimeter i minuttet. Den er et rovdyr, hvis hovedføde er blåmuslinger, men den tager også andre muslinger og snegle, rurer, krabber, børsteorme og søpindsvin. Den er i stand til at vriste blåmuslingens skaller fra hinanden med armene. Er blåmuslingen først åbnet en smule, hvilket kan tage flere timer, kan søstjernen krænge sin mave ud, for at fortære muslingens bløddele inde mellem skallerne.
Mister søstjernen en arm, kan den regenerere sig og danne en ny. Den almindelige søstjerne er særkønnet, det vil sige, at der findes hanlige og hunlige individer. Visse andre arter af søstjerner er hermafroditer. Den gyder sine over to millioner æg i maj, juni eller juli, og alle individer i en bestand gyder samtidig. Befrugtningen finder sted frit i vandet. Æggene klækker til små larver kaldet bipinnaria. Efter et par måneder, hvor larven har bevæget sig frit i vandmasserne, sætter den sig fast på bunden og begynder sin forvandling til søstjerne. Til søstjernens naturlige fjender hører fisk, troldkrabber, edderfugle og søstjernens nære slægtning, den mangearmede søsol.

### Andre arter
En række andre arter af søstjerner findes i Danmark, f.eks.:
- Pigget søstjerne (Marthasterias glacialis).
- Müllers søstjerne (Leptasterias muelleri).
- Kamstjerne (Astropecten irregularis).
- blodrød søstjerne (Henricia sanguinolenta).
- Knudret pudestjerne (Hippasteria phrygiana).
- Pigget søsol (Crossaster papposus).
- Ru søsol (Solaster endeca).

De to sidstnævnte arter tilhører søsolfamilien Solasteridae.

## Klassifikation
Klasse: Asteroidea
- Orden: Platyasterida
- Orden: Paxillosida
- Orden: Notomyotida
- Orden: Valvatida
  - Familie: Solasteridae
- Orden: Spinulosida
- Orden: Velatida
- Orden: Forcipulatida
  - Familie: Asteriidae
- Orden: Brisingida

## Galleri
- Søstjerne.
- Astropecten lorioli –søstjerne fra Jura.
- Søstjernens anatomi.